# Йохан Фридрих II фон Алвенслебен
Йохан Фридрих II фон Алвенслебен (на немски: Johann Friedrich II von Alvensleben; * 9 януари 1657, Хале; † 21 септември 1728, Хановер) е благородник от род фон Алвенслебен, хановерски министър и пруски дипломат. Създава градини в стил барок в двореца Хундисбург.

## Биография
Син е на Гебхард XXV фон Алвенслебен (1619 – 1681), таен съветник в Магдебург и историк, и съпругата му Агнес фон Раутенберг (1616 – 1686). Потомък е на Лудолф фон Алвенслебен († 1476) и Анна фон Бюлов († 1473). Сестра му Августа Кристиана фон Алвенслебен се омъжва за Гебхард Йохан фон Алвенслебен († 1700), син на Йоахим фон Алвенслебен и Еренгард фон дер Шуленбург. Най-малкият му брат хановерския дворцов съветник Карл Август I фон Алвенслебен (1661 – 1697) се жени за графиня Еренгард Мария фон дер Шуленбург (1664 – 1748), сестра на съпругата му Аделхайд Агнес фон дер Шуленбург.
Йохан Фридрих II следва от 1675 до 1678 г. в университета в Лайпциг и след това пътува до 1681 г. в Холандия, Англия, Франция, Италия и Швейцария, и следва няколко месеца в Сомюр. През 1682 г. започва служба при херцог Улрих фон Волфенбюел, първо като камерюнкер, от 1686 г. като дворцов съветник. През 1687 г. ръководи за Република Венеция един контингент от Брауншвайг срещу турците. През 1688 г. започва също служба в Бранденбург като камера съветник и военен съветник, от 1691 г. става таен съветник в Брауншвайг. През 1703 г. той преговаря в Данциг по времето на Северната война като бранденбургски пратеник с шведите.
Йохан Фридрих II управлява своите собствености, създава голяма библиотека. През 1719 г. крал Джордж I от Великобритания го прави хановерски държавен министър. През 1726 г. той напуска по здравословни причини.
При наследствената подялба с по-малкия му брат Карл Август той получава през 1691 и напълно през 1693 г. имението Хундисбург. От 1693 до 1712 г. той построява двореца Хундисбург. През 1714 г. купува и имението Волтерсдорф при Магдебург.
Йохан Фридрих фон Алвенслебен умира на 71 години на 21 септември 1728 г. в Хановер и е погребван в дворцовата капела в двореца Хундисбург. Наричан е „homo universalis“.

## Фамилия
Йохан Фридрих фон Алвенслебен се жени на 14 ноември 1686 г. в Еркслебен за Аделхайд Агнес фон дер Шуленбург (* 6 януари 1664, Алтенхаузен; † 22 март 1726, Хановер), дъщеря на Александер III фон дер Шуленбург (1616 – 1683) и първата му съпруга Аделхайд Агнес фон Алвенслебен (1636 – 1668), дъщеря на Гебхард XXIV фон Алвенслебен (1591 – 1667) и Берта София фон Залдерн († 1670). Те имат осем деца:
- Рудолф Антон фон Алвенслебен (* 28 март 1688, Хановер; † 4 август 1737, Хановер), хановерски министър, женен I. на 30 януари 1714 г. в Хале за Елеонора фон Дизкау (* 19 декември 1685, Хале; † 19 септември 1721, Росток), II. за Шарлота София фон Алвенслебен
- Гебхард
- Фридрих Август
- Гебхард Александер
- Агнес София фон Алвенслебен (* 13 юли 1695, Хундисбург; † 29 юли 1749, Еркслебен), омъжена на 3 октомври 1713 г. в Хундисбург за Йохан Август фон Алвенслебен (* 21 септември 1680, Еркслебен; † 8 април 1732, Еркслебен), господар в Еркслебен II и в Урслебен, син на Гебхард Йохан II фон Алвенслебен (1642 – 1700) и Кристина фон Алвенслебен (1651 – 1691)
- Карл Авуст, женен за Доротея Маргарета фон Хелдорф
- Йохан Фридрих
- Фридрих Антон Улрих
- вер.? Анна Аделхайд фон Алвенслебен (* 14 септември 1702 (или 1712); † 28 февруари 1766, Есенроде, Хановер), омъжена 1728 г. за Готхард Хайнрих фон Бюлов (* 17 юни 1704, Зинслебен; † 20 април 1769, Целе, Хановер), син на Антон Волф фон Бюлов (1649 – 1707) и София Елизабет фон Видеман († 1708)